# Terry Reid
Terry Reid (13. listopadu 1949 Huntingdon, Anglie – 4. srpna 2025) byl britský rockový kytarista a zpěvák. V šedesátých letech hrál se skupinou Peter Jay and the Jaywalkers, se kterou předskakoval The Rolling Stones. Později vydával sólová alba a podílel se na albech jiných interpretů. Zpíval doprovodné vokály na albech High Stakes & Dangerous Men skupiny UFO a Home Plate zpěvačky Bonnie Raitt a dalších. Jeho skladbu „Rich Kid Blues“ předělala například skupina The Raconteurs na albu Consolers of the Lonely.
Zemřel na rakovinu v srpnu 2025.

## Sólová diskografie
- Bang, Bang You're Terry Reid (1968)
- Terry Reid / Move Over for Terry Reid (1969)
- River (1973)
- Seed of Memory (1976)
- Rogue Waves (1978)
- The Driver (1991)
- The Other Side of the River (2016)